# Otto Bumbel
Pedro Otto Bumbel (Taquara, Brasil, 6 de julio de 1914 - Porto Alegre, Brasil, 2 de agosto de 1998), fue un jugador y entrenador de fútbol brasileño nacionalizado español. Entrenó a un buen número de equipos tanto en su país natal como en Costa Rica, Portugal o especialmente en España.
En 1951 abandonó Brasil, donde compaginaba su trabajo como entrenador con su condición de militar de carrera, para ser entrenador en Costa Rica, lo que le valió una condena como desertor y no poder retornar a su patria durante diez años para evitar la cárcel.
Tras una larga carrera en el extranjero, retornó a Brasil, donde trabajó como columnista para algunos periódicos europeos. Allí, el 5 de agosto de 1998 fue encontrado muerto en su domicilio, donde había fallecido al menos tres días antes.

## Trayectoria
Como jugador, Otto Bumbel inició su carrera en un modesto equipo brasileño llamado Floriana, pasando luego al Flamengo y posteriormente al Corinthians, también tubo un breve paso por las filas del Real Jaén de España. Sin embargo, su faceta más extensa y conocida es la que desarrolló como entrenador.
A lo largo de más de tres décadas, dirigió a los siguientes equipos:
| Club                    | País                    | Año         |
| ----------------------- | ----------------------- | ----------- |
| Grêmio de Porto Alegre  | Brasil                  | 1946 - 1950 |
| Deportivo Saprissa      | Costa Rica              | 1952 - 1953 |
| Selección de Costa Rica | Selección de Costa Rica | 1953        |
| Lusitano GC             | Portugal                | 1956-1956   |
| Oporto                  | Portugal                | 1957 - 1958 |
| Valencia CF             | España                  | 1959 - 1960 |
| Racing de Santander     | España                  | 1960 - 1962 |
| Lusitano GC             | Portugal                | 1962        |
| Elche CF                | España                  | 1962 - 1963 |
| Sevilla FC              | España                  | 1963 - 1964 |
| Atlético de Madrid      | España                  | 1964 - 1965 |
| Elche CF                | España                  | 1965 - 1967 |
| CD Málaga               | España                  | 1967 - 1969 |
| Elche CF                | España                  | 1970        |
| RCD Mallorca            | España                  | 1971 - 1972 |
| CE Sabadell             | España                  | 1973 - 1974 |
| CD Málaga               | España                  | 1977 - 1978 |
| Racing Club de Ferrol   | España                  | 1979        |

Tras su paso por Costa Rica, Otto Bumbel estuvo en Honduras. Al parecer, también habría sido Seleccionador Nacional de Guatemala y Honduras.

### Como entrenador

#### Campeonatos nacionales
| Título           | Equipo   | País       | Año  |
| ---------------- | -------- | ---------- | ---- |
| Primera División | Saprissa | Costa Rica | 1952 |